# Подільські Товтри (національний парк)
Націона́льний приро́дний парк «Поді́льські То́втри» (НПП «Подільські Товтри») — національний природний парк в Україні, в межах Кам'янець-Подільського та Хмельницького районів, Хмельницької області.
Національний природний парк «Подільські Товтри» увійшов до семи природних чудес України у 2008 р. З 13 липня 2017 року масив «Сатанівська Дача» НПП «Подільські Товтри» (212,01 га) входить у світову спадщину ЮНЕСКО як один з масивів Букових пралісів Карпат та давніх букових лісів Німеччини.

## Створення парку

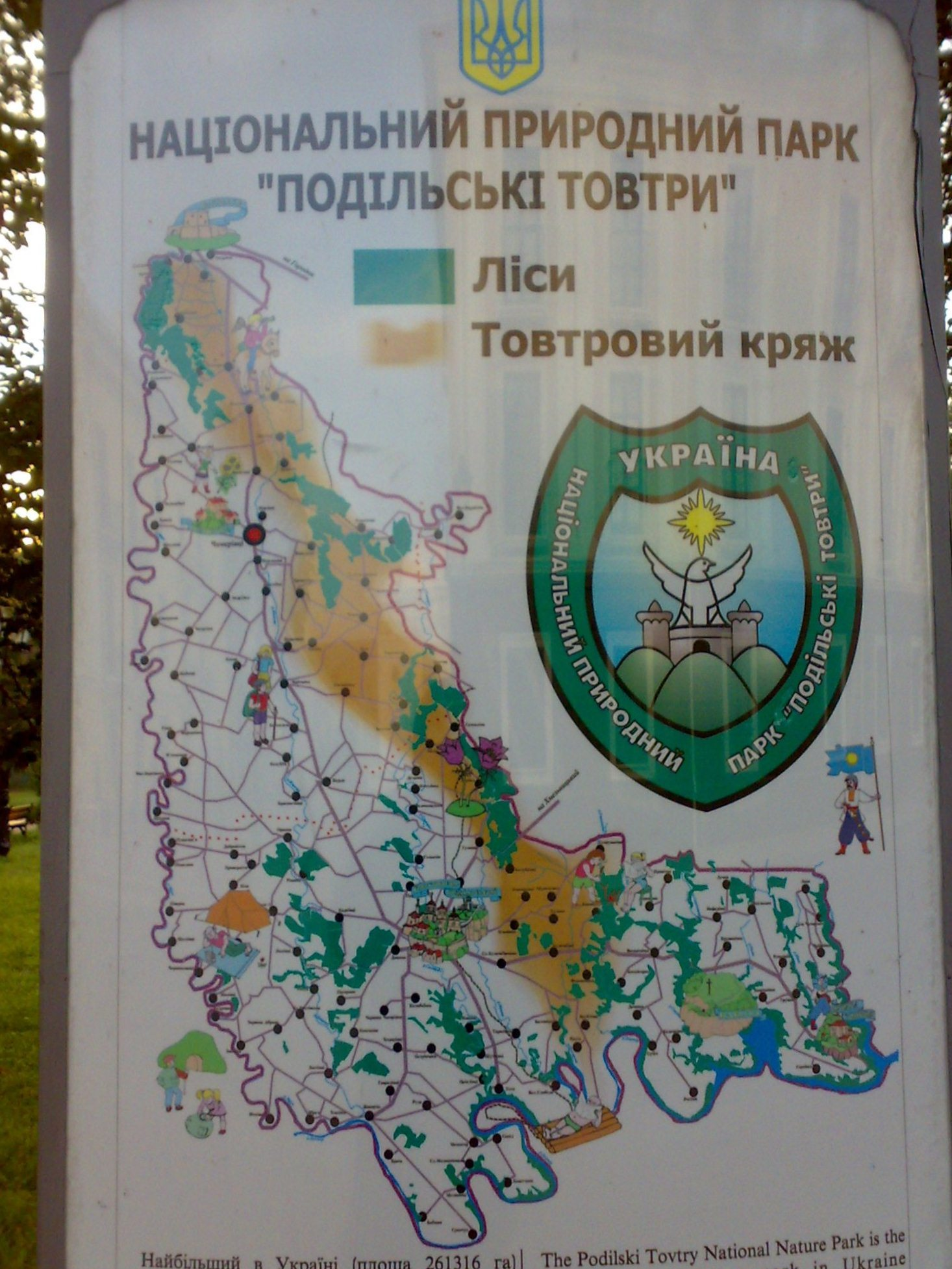
Національний парк Подільські Товтри

НПП створено Указом Президента України від 27 червня 1996 року для збереження, відтворення та раціонального використання природних ландшафтів Поділля з унікальними історико-культурними комплексами, які мають високе природоохоронне, естетичне, наукове, рекреаційне та оздоровче значення.
«Подільські Товтри» є природоохоронною, рекреаційною, культурно-освітньою, науково-дослідною установою загальнодержавного значення. Парк підпорядковано Міністерству охорони навколишнього природного середовища України.
Логічно було включити всю територію парку в склад одного району, щоб розвивати національний парк комплексно. Для цього потрібно вести зміни в існуючі райони та долучити Сатанівську селищну громаду та інші території парку до Кам'янець-Подільського району. Розвиваючи також синергію туристичного кластеру Сатанів — Кам'янець-Подільський.

## Характеристика парку

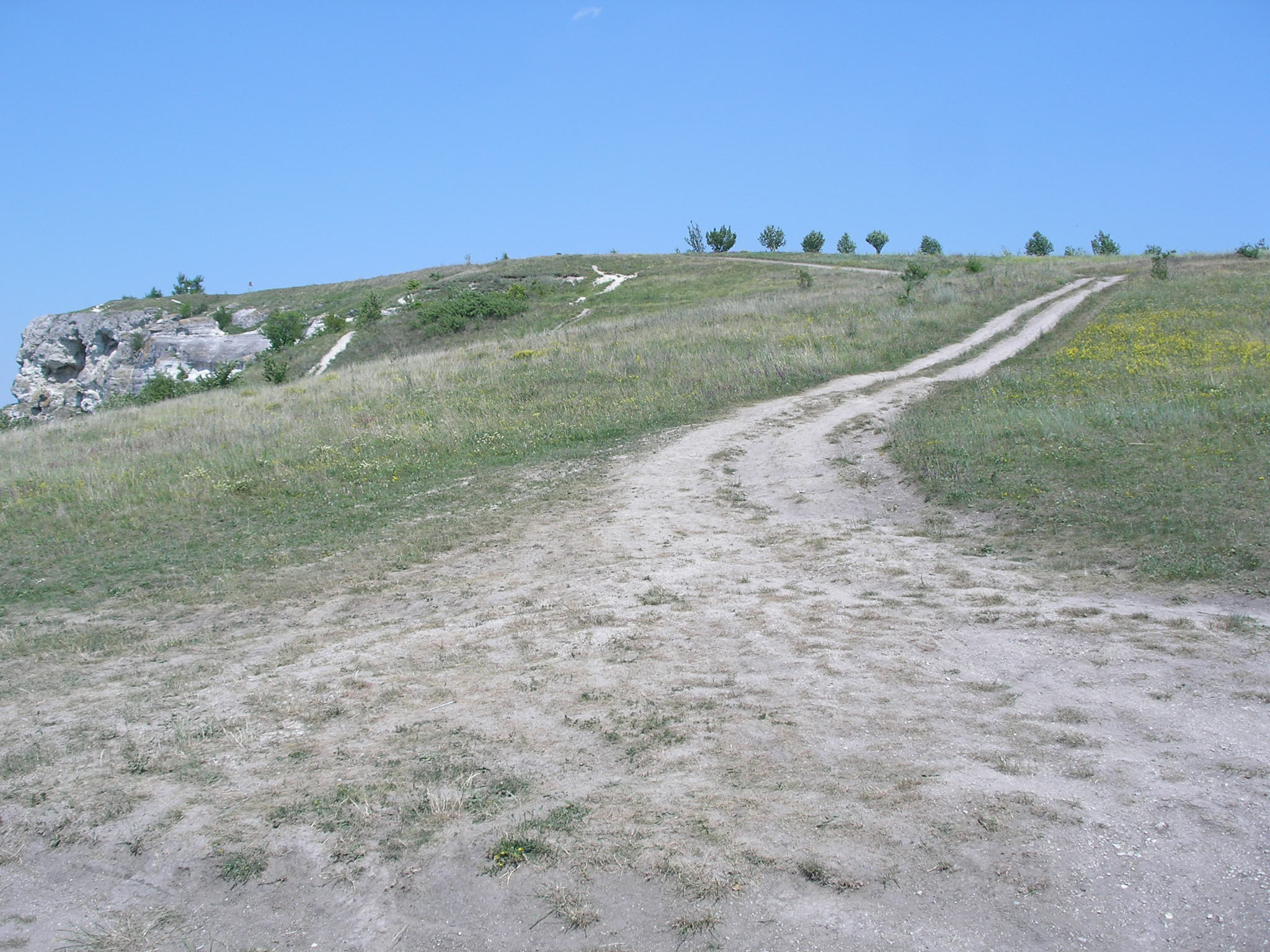
Дорога до парку

### Загальні відомості
Загальна площа території парку — 261 316 га, з них у власності парку перебуває 4515,90 га. За площею це найбільший парк України.
Наявні на території НПП унікальні рукотворні об'єкти та неповторні природні комплекси створили виняткові умови для розвитку туризму — не тільки оздоровчого, але й пізнавального. На території парку перебуває під охороною 129 об'єктів природнозаповідного фонду. Серед яких є парки і садиби різного ступеня збереження і культурно-історичної цінності. Є також 19 археологічних пам'яток, понад 300 історико-архітектурних пам'яток (зокрема, в Кам'янці-Подільському — понад 200 об'єктів).

### Фізико-географічні особливості території парку

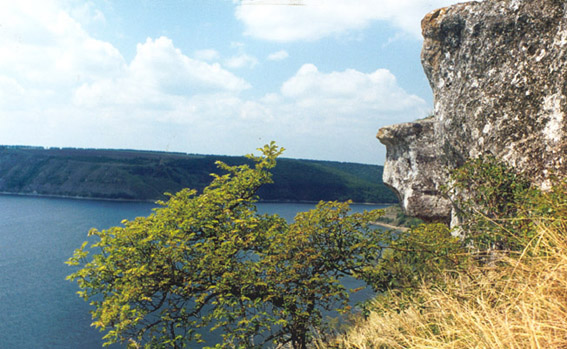
Панорама Дністра

Територія НПП розміщена в межах двох фізико-географічних зон: Західно-Подільської області (фізико-географічні райони — Товтровий кряж і Західно-Подільське Придністров'я) та Придністровсько-Подільської лісостепової області (Могилівське підняття).
Товтровий кряж (або Медобори) — це колишній бар'єрний риф, який утворився колоніальними організмами (літотамнієвими водоростями, мшанками, устрицями, коралами), які жили в морях тортонської і сарматської епох. Простягається він по східній околиці Подільської височини на 200 км у вигляді яскраво вираженого валу з великою кількістю бічних відгалужень. Починається він біля смт Підкамінь у Львівській області і простягається в напрямку Скалата, Кам'янця-Подільського і далі, за Дністер, у Молдову.
Гряда чітко виражена в рельєфі і виступає ланцюжком горбів з абсолютними відмітками 400—486 м (перевищення над довколишньою місцевістю становить 40—60 м, а на ділянці Збруч — Кам'янець-Подільський — до 100 м). Вершини горбів і гряд — це хаотичне нагромадження вапнякових брил різних розмірів.
Західно-Подільське Придністров'я займає південний схил Подільської височини від широти Бучач — Чортків — Смотрич до долини Дністра і від гирла Стрипи на заході до Товтрової гряди на сході. Розміщення району на південному схилі височини значно збільшує його цінність.
Рельєф Придністров'я має характерні риси ступінчастої рівнини, яка розчленована глибокими долинами допливів Дністра. Ступінчастість поверхні зумовлена терасами р. Дністер. Територія району представлена хвилястими межиріччями і каньйоноподібними долинами меридіонального напрямку. Придністер'я — чудовий район для туризму і відпочинку, який зачаровує мальовничими панорамами, здоровим кліматом, ранніми овочами тощо.
Придністровсько-Подільська лісостепова область займає частину південного схилу Подільської височини. Північна межа фізико-географічної області проходить по лінії розвитку каньйоноподібних долин лівих допливів Дністра, південною межею є Дністер. У геологічному відношенні — це південний край Побузького антиклінорія Українського кристалічного щита.
В рельєфі області чітко спостерігається ступінчастість, що зумовлена наявністю широких терас Дністра. Це область великого різноманіття мікрокліматичних умов, спричинених глибоким розчленуванням поверхні, наявністю схилів різних експозицій і крутизни.
Територія мало заліснена.

### Геологічна будова парку
Територія НПП за геологічним районуванням відповідає Подільському виступу кристалічного фундаменту Східноєвропейської платформи, внаслідок чого тільки тут на значній території відслонені відклади верхнього докембрію, палеозою (кембрію, ордовик, силур), мезозою (крейда), кайнозою (неоген) та антропогену.
Породи кристалічного фундаменту представлені мігматитами, гнейсами, кристалічними сланцями і метаультрабазитами бузько-дністровської та подільської серій. На денну поверхню вони виходять на схід від Могилів-Подільського. На захід вони поступово занурюються під осадові товщі фанерозою і на території заповідника залягають на глибині 400—600 м, де розкриті тільки свердловинами.
На породах фундаменту з чітко вираженим стратиграфічним і кутовим неузгодженням залягає осадовий мегакомплекс, в якому дослідники виділяють два структурні комплекси: верхньодокембрійського — нижньопалеозойський і мезо-кайнозойський. Ці комплекси характеризуються різними структурними планами та розділені чітко вираженою поверхнею розмиву і великою перервою в часі.
Велику цінність і значимість для рекреаційного господарства НПП становить запас мінеральних вод, що вже сьогодні дав змогу сформувати ефективний профілактично-лікувальний комплекс на базі мінеральної води типу «Нафтуся», содової води типу «Миргородська», мінеральних вод з унікальними терапевтичними ефектами, різноманітними розсолами з підвищеною концентрацією брому, йоду тощо.

### Червона книга

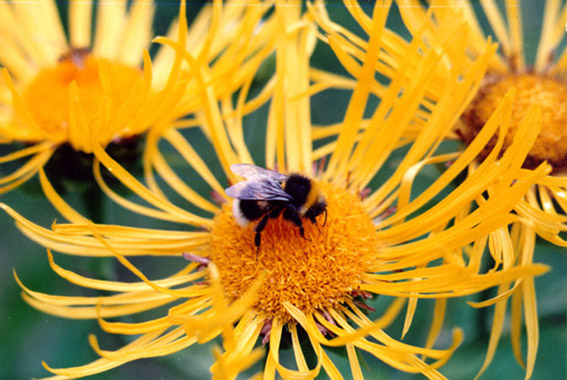

До Червоної книги України занесено 75 видів рослин (всі судинні) і 126 тварин.

### Флора
Росте 2977 видів, форм і сортів рослин з різних кліматичних зон, зокрема 521 вид дерев і кущів, з деревно-чагарникової та трав'янистої флори — 395 видів плодових рослин, 620 видів тропічних, 111 видів корисних трав'янистих рослин місцевої дикоростучої флори.

### Фауна
Фауна хребетних тварин національного природного парку «Подільські Товтри» представлена близько 366 видами. З них ссавців — 71 вид, птахів — 223 види, плазунів — 10 видів, земноводних — 11 видів, риб — 51 вид. Детальна інформація щодо видового складу, поширення та відносної чисельності представників фауни відображена у щорічних Літописах природи національного природного парку («Подільські Товтри» [Архівовано 13 травня 2021 у Wayback Machine.]).
До Червоної книги України (2009) занесено близько 50 видів тварин поширених на території НПП (з яких: близько 5 видів риб, 1 — земноводних, 3 — плазунів, близько 20 — птахів та 28 — ссавців). Характерними представниками фауни парку, що включені до Червоної книги України, є підковоніс малий, вечірниця руда, нічниця велика, вухань звичайний, широковух європейський, нічниця ставкова, хом'як звичайний, видра річкова, пугач, гоголь, сорокопуд сірий, жовна зелена, ящірка зелена, тритон гребінчастий, вирезуб та інші. До Європейського червоного списку включені: нічниця ставкова, вухань бурий, вовчок ліщиновий, видра річкова, вовк, деркач; до списків Бернської конвенції: підковоніс малий, нічниця велика, пірникоза мала, боривітер звичайний, сова вухата, бджолоїдка звичайна, одуд, дятел великий, квакша звичайна та ряд інших.

### Промисловість на території природного парку «Подільські Товтри»
На території парку функціонує Кам'янець-Подільський цементний завод (тепер АТ «Подільський Цемент»), діяльність якого пов'язана із видобутком сировини, яка формує територію національного парку.

### Території природно-заповідного фонду у складі НПП «Подільські Товтри»
Нерідко оголошенню національного парку або заповідника передує створення одного або кількох об'єктів природно-заповідного фонду місцевого значення. В результаті, великий НПП фактично поглинає раніше створені ПЗФ. Проте їхній статус зазвичай зберігають.
До складу території національного природного парку «Подільські Товтри» входять такі об'єкти ПЗФ України:
Заказники загальнодержавного значення
- ландшафтні
  - «Іванковецький»
  - «Івахновецькі товтри»
  - «Кармалюкова Гора»
  - «Совий яр»
  - «Княжпільський»
  - «Циківський»
  - «Сокіл»
  - «Велика і Мала Бугаїха»

- ботанічні
  - «Чапля»
  - «Панівецька дача»
  - «Товтра Вербецька»
  - «Нижні Патринці»
  - «Довжоцький»
  - «Карабчіївський»
  - «Сатанівський»

Заказники місцевого значення
- ботанічні
  - «Івахновецький ліс»
  - «Сорочинські Товтри»
  - «Буковий ліс»
  - «Черчецька Товтра»
  - «Вільховецькі товтри»
  - «Китайгородський ліс»
  - «Товтри Садова та Деренова»
  - «Устянський»
  - «Нігинська товтра»
  - «Наддністрянський»
  - «Мукшанський»
  - «Три горби»
  - «Лазарево»
  - «На Валу»

- ландшафтні
  - «Староушицький»
- ентомологічні
  - «Павлові криниці»
  - «Брідок»

Пам'ятки природи загальнодержавного значення
- геологічні
  - «Смотрицький каньйон»
  - «Китайгородське відслонення»
  - «Печера Атлантида»
  - «Товтра Самовита»

Пам'ятки природи місцевого значення
- комплексні
  - Врублівецький ліс

- ботанічні
  - «Деренівка»
  - «Дуб звичайний»
  - «Дубовий ліс»
  - «Букові дерева»
  - «Циківська дубина»
  - Алея горіха грецького
  - Дуб звичайний
  - Явір
  - Дуб звичайний
  - Гінкго дволопатеве
  - Тюльпанове дерево
  - Липа кримська
  - Липа європейська, форма розсіченолиста
  - Бук червонолистий
  - Туя західна
  - Липа європейська
  - Софора японська
  - Айлант високий
  - Айлант високий
  - Тис ягідний
  - Катальпа японська
  - Біота східна
  - Горіх чорний
  - Бундук канадський
  - Ялина колюча (ф. Колумбіка)
  - Ялівець Віргінський
  - Бук європейський
  - Ялівець Віргінський
  - Біота східна
  - Ялівець віргінський
  - Біота східна
  - Туя західна
  - Туя західна
  - Горіх чорний
  - Ясен звичайний (ф. плакуча)
  - Катальпа
  - Біота східна (Ф. пірамідальна)
  - Клен овтр
  - Липа войлочна
  - Липа овтри а ста
  - Софора японська
  - Клен сріблястий
  - Катальпа японська
  - Сквер
  - Біогрупа екзотичних дерев
  - Туя західна
  - Ялина колюча (ф. Сиза)
  - Айлант високий
  - Ялина колюча (ф. Сиза)
  - Ялина колюча (ф. Сиза)
  - Липа войлочна
  - Сосна чорна
  - Біота західна
  - Ялина колюча
  - Ялина колюча
  - Ялина колюча
  - Ялина колюча
  - Клен гостролистий (ф. Шаровидна)
  - Тис ягідний
  - Біогрупа
  - Ялина колюча (ф. Сиза)
  - Тис ягідний
  - Дуб черешчатий
  - Дуб черешчатий
  - Ялина колюча
  - Туя західна
  - Сосна чорна
  - Біогрупа
  - Біогрупа
  - Біогрупа
  - Туя західна
  - Дуб скельний
  - Дуб скельний
  - Софора японська
  - Горіх чорний
  - Біогрупа
  - Софора японська
  - Софора японська
  - Біогрупа
  - Дуб звичайний
  - Дуб звичайний
  - Дуб звичайний

- гідрологічні
  - «Природне джерело»

- геологічні
  - Розріз тернавської свити
  - Розріз гринчукської підсвіти
  - Розріз нагорнянської свити
  - Голова вітязя
  - Розріз скальської серії силура
  - Розріз верхньої частини канилівської серії
  - Розріз баговицької свити
  - Розріз баговицької свити
  - Розріз канилівської свити (Устя)
  - Розріз канилівської свити (Цвіклівці)
  - Печера «Малишка-Киянка»
  - Скеля-останець «Голова велетня»
  - Гора-останець «Бабин писок»
  - Гора «Теремець»
  - Розріз субочської свити верхнього ордовика
  - Розріз канилівської свити
  - Скеля «Соколів Камінь»
  - Розріз верхів рихтівської свити
  - Розріз гораївської свити
  - Розріз цвиклівської свити малиновецької серії
  - Залучанська печера
  - Печера у тортонських відкладах
  - Товтра «Першак» з печерою

Заповідне урочище
- - «Жабинецька Дача»

Ботанічні сади
- Ботанічний сад загальнодержавного значення

Парки-пам'ятки садово-паркового мистецтва
- загальнодержавного значення
  - «Сатанівська перлина»
- місцевого значення
  - «Голосківський»
  - «Кам'янець-Подільський»
  - «Чемеровецький»

Водно-болотні угіддя
- міжнародного значення
  - Бакотська затока

### Реабілітаційний центр «Парк хижаків Арден»
Детальніше: Реабілітаційний центр «Парк хижаків Арден»
На території парку площею 32,25 га. розташовано в межах лісових ділянок ДП «Ярмолинецьке лісове господарство» у кварталах 11 (виділи 2, 3, 6, 7, 9, 10) та 12 (виділи 1, 5, 6) розташовано Реабілітаційний центр «Парк хижаків Арден», в якому проживають та проходять реабілітацію хижі тварини такі як бурі та гімалайські ведмеді, вовки та лиси, а також хижі птахи.

## Галерея

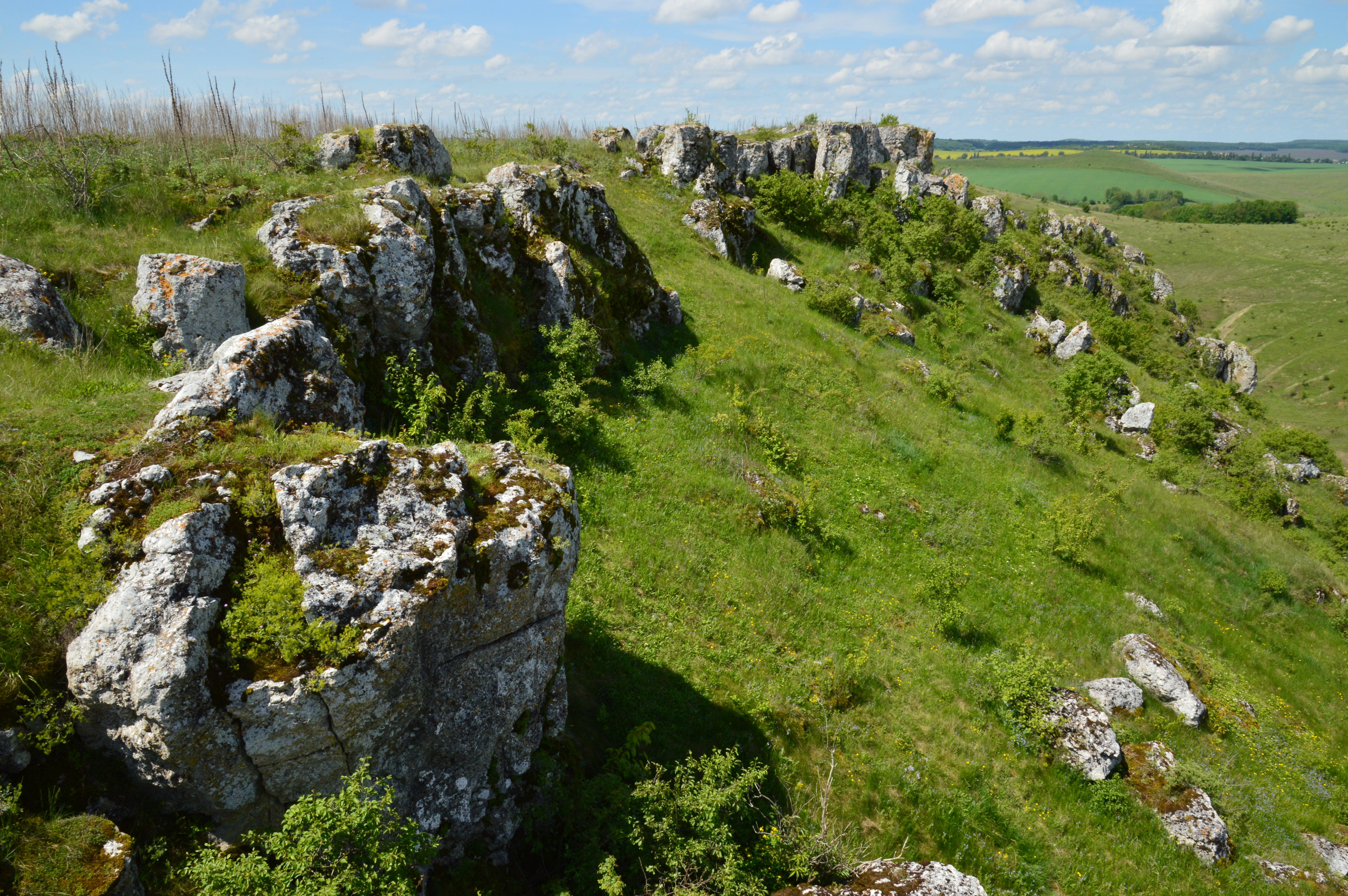
Івахновецькі Товтри
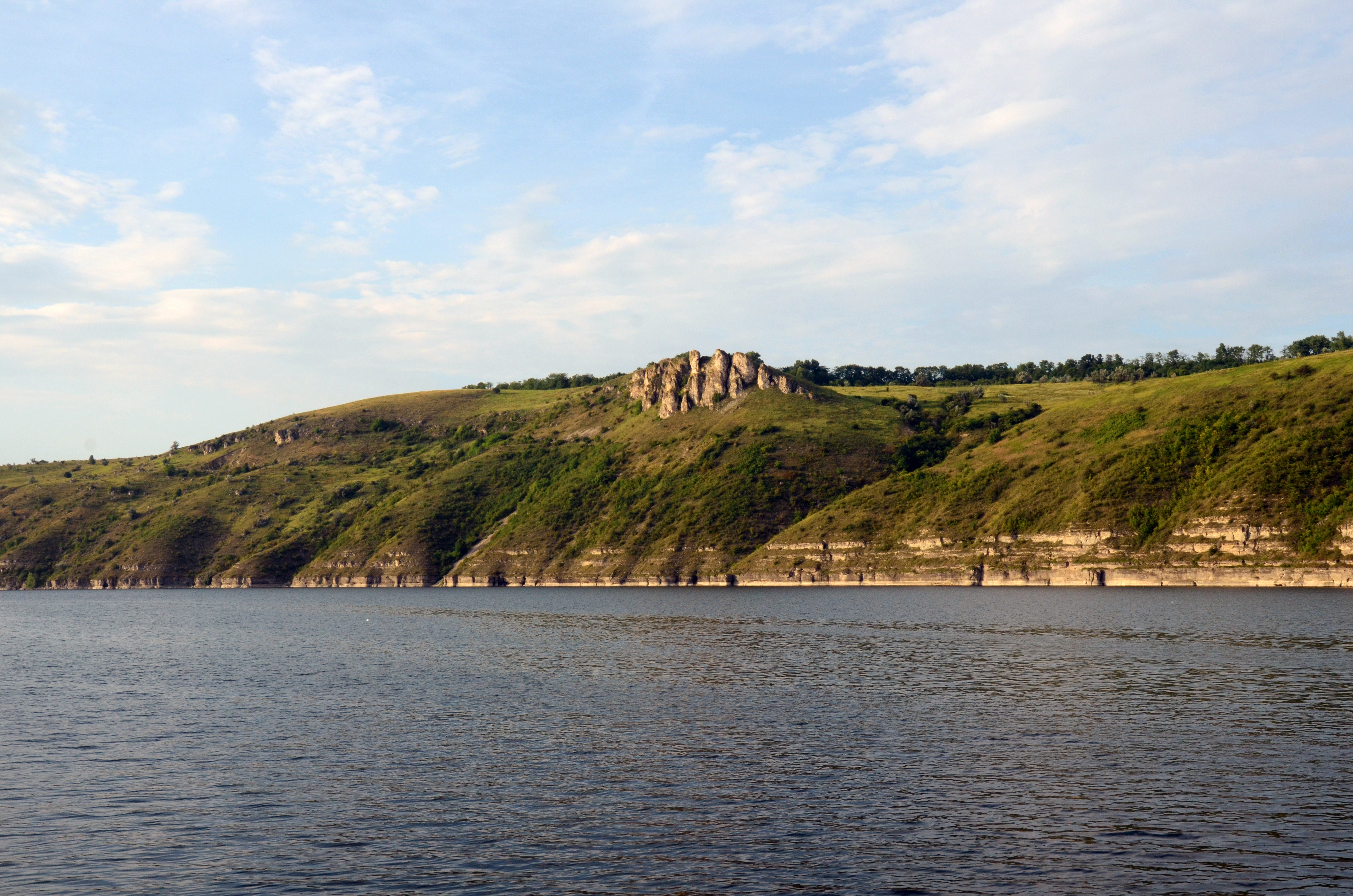
Подільські Товтри на річці Дністер
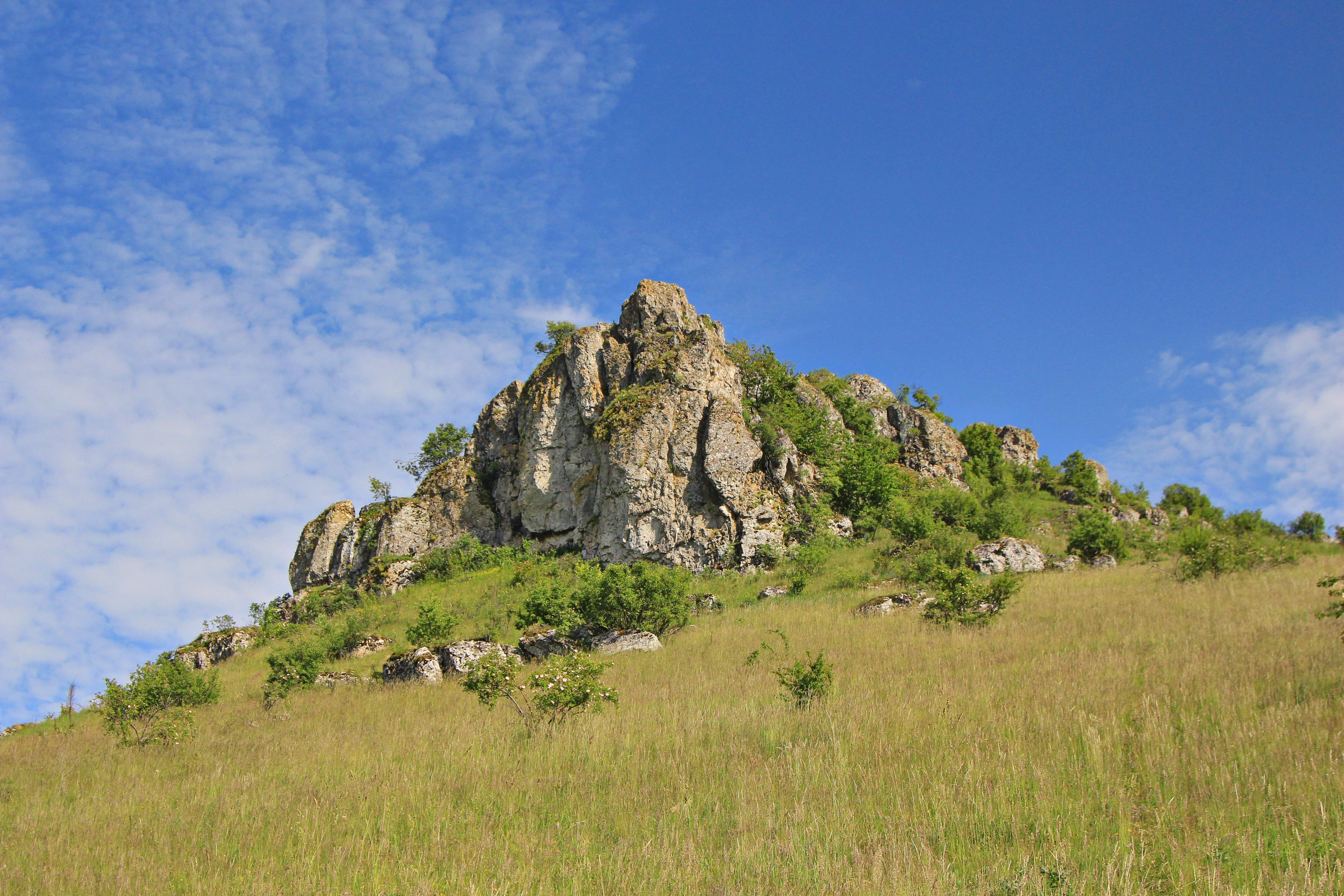
Високий Камінь
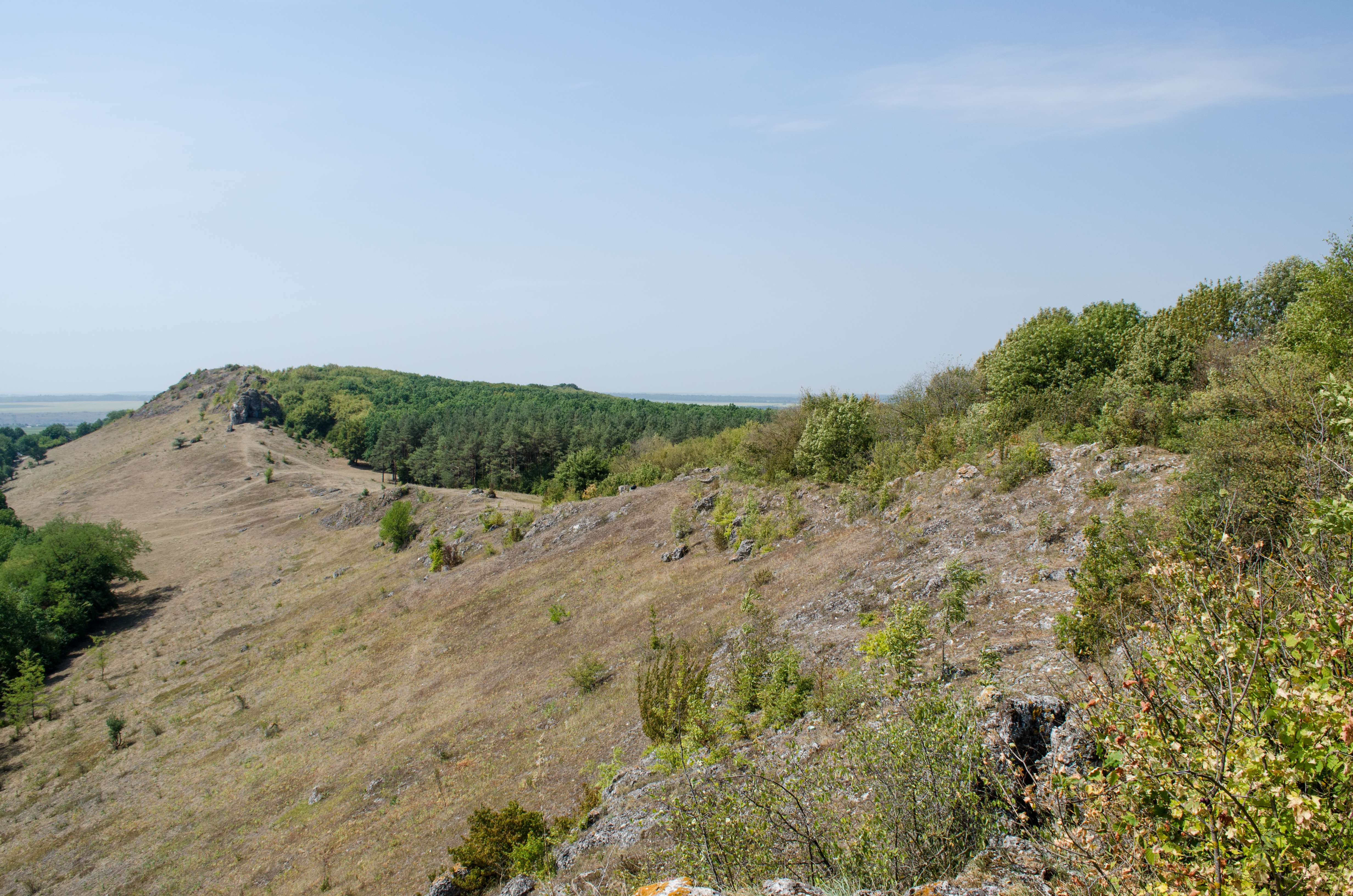
Подільські Товтри
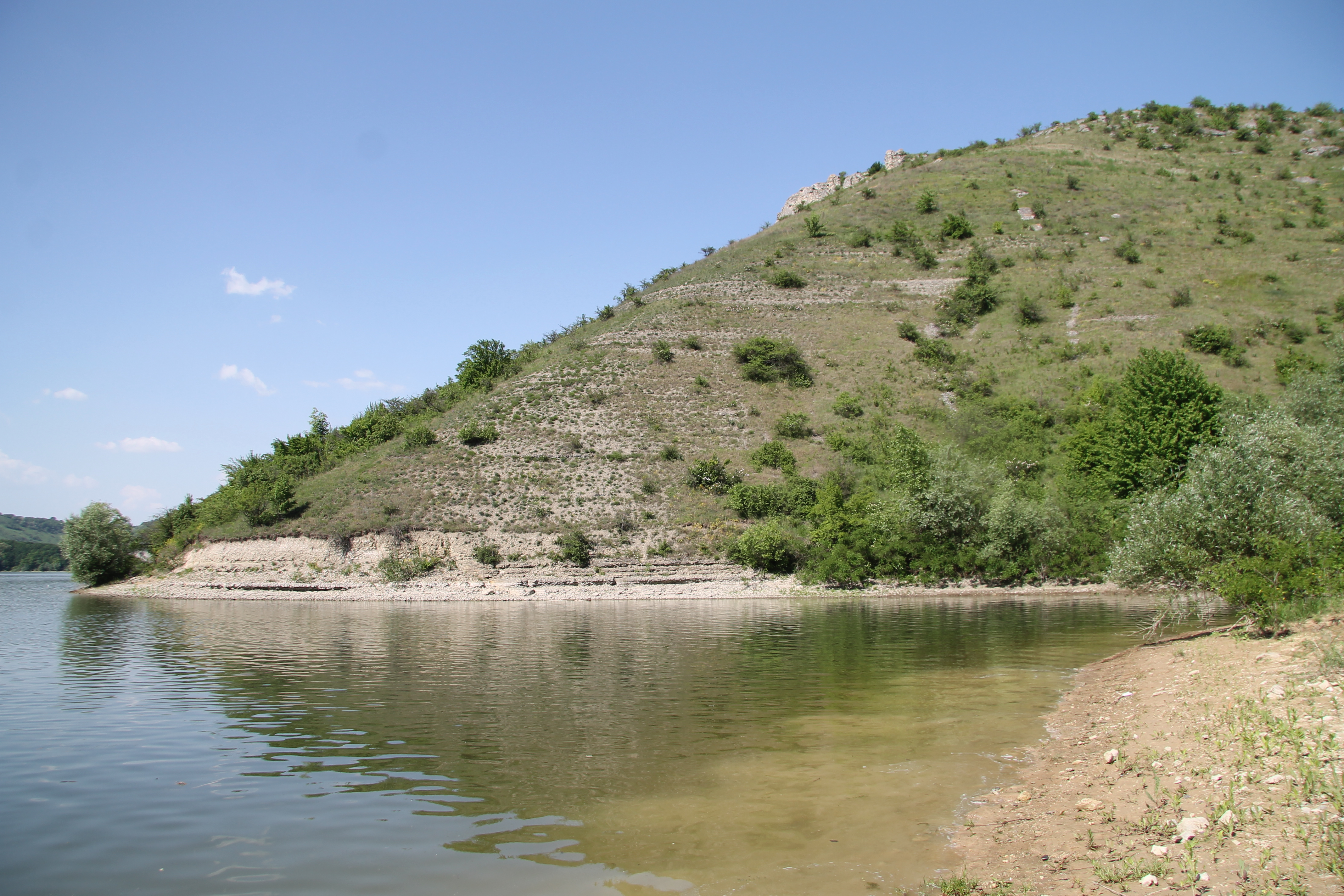
Товтра - крокодил
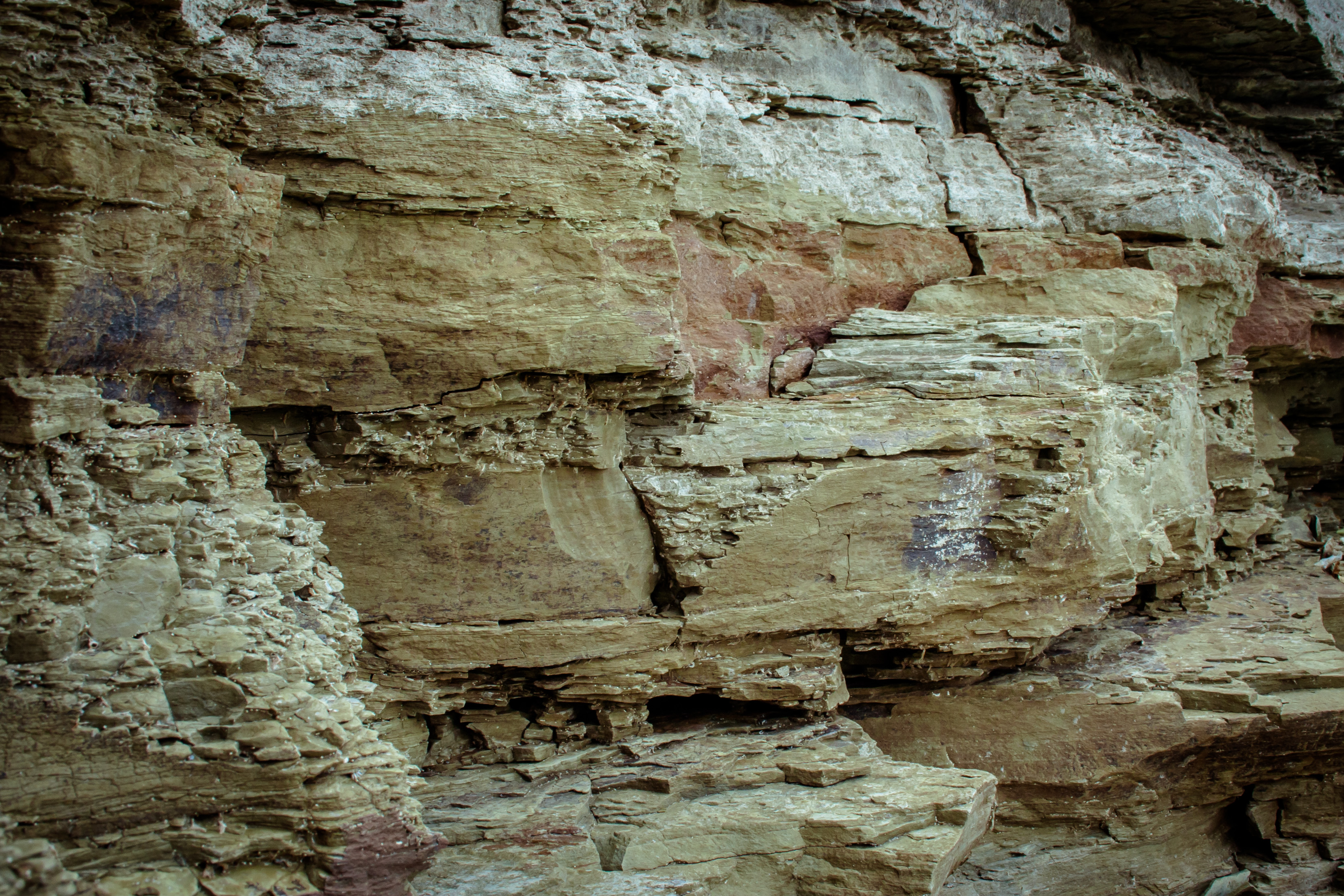
Кам'яний берег на річці Дністер
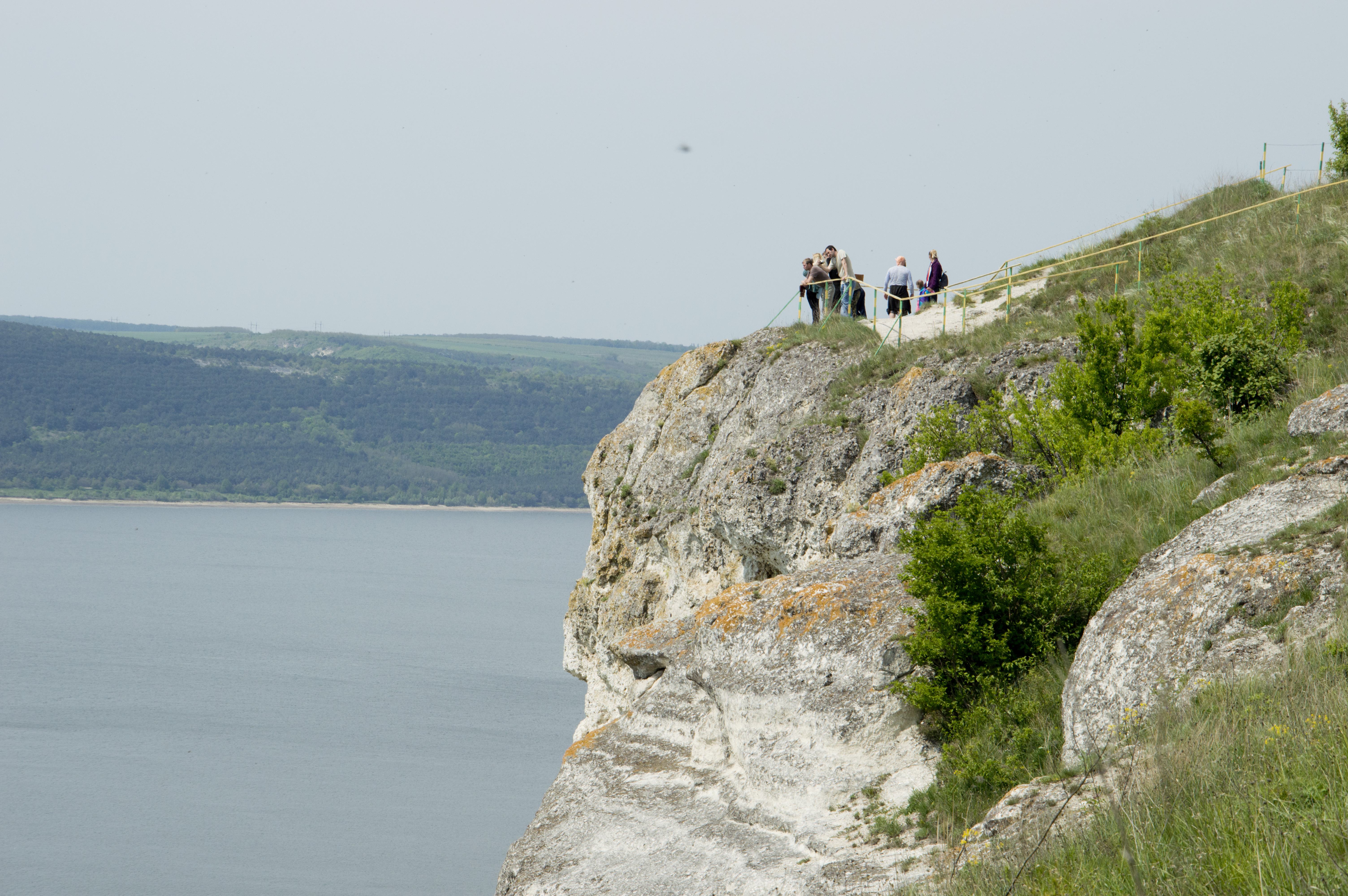
Дивна Бакота
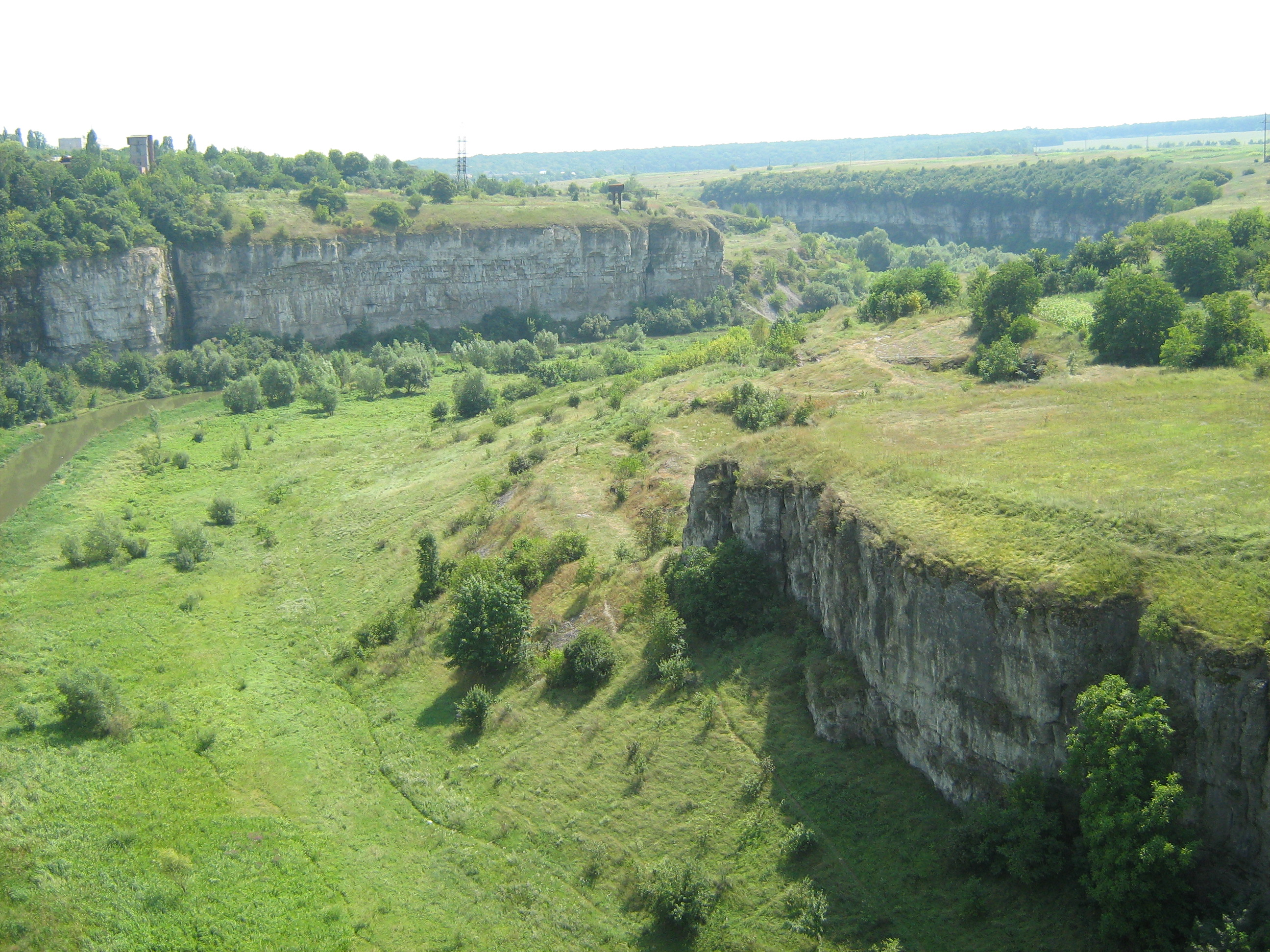
Смотрицький каньйон
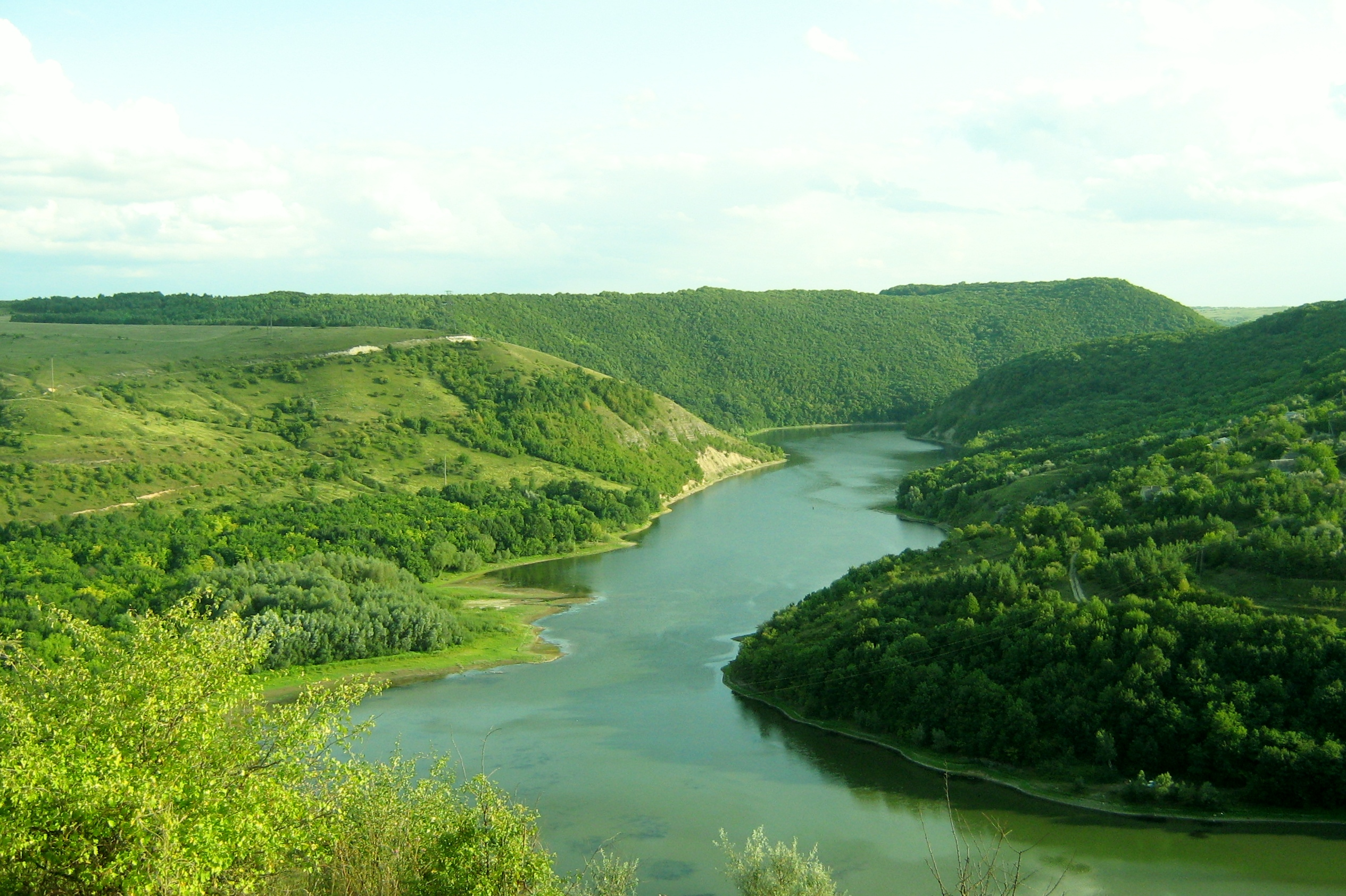
Тернавський каньйон
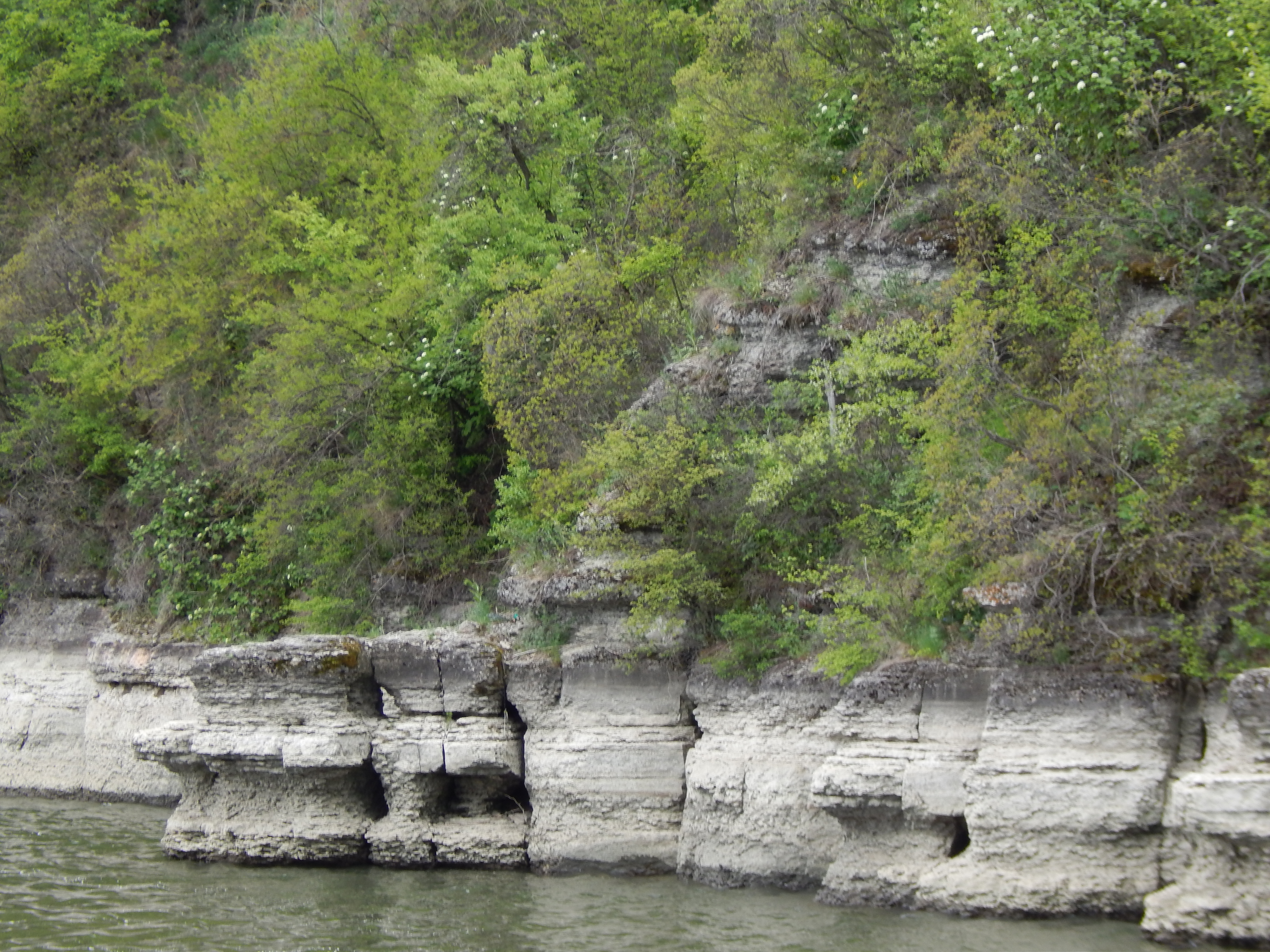
Диво природи
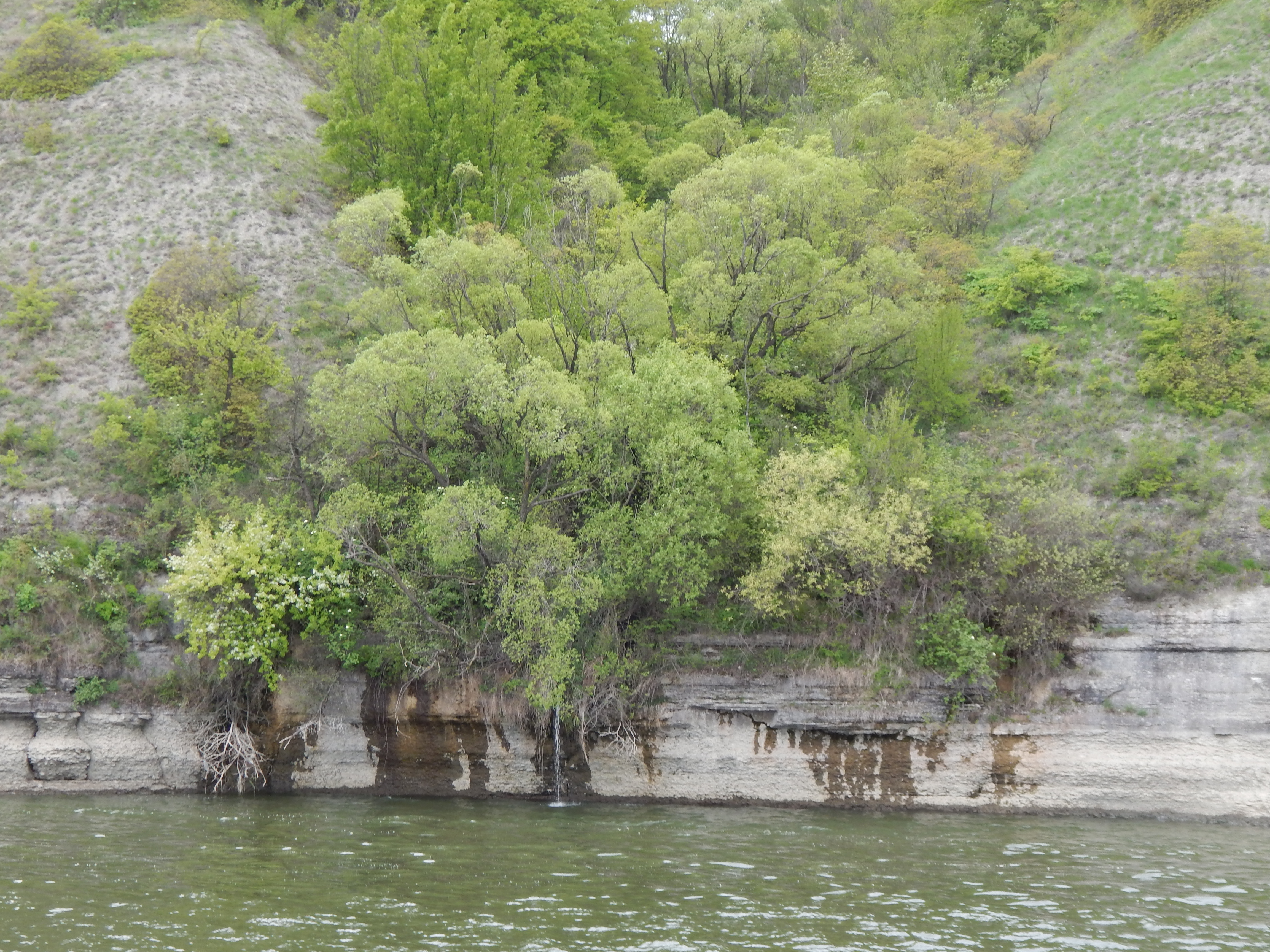
Зелена краса
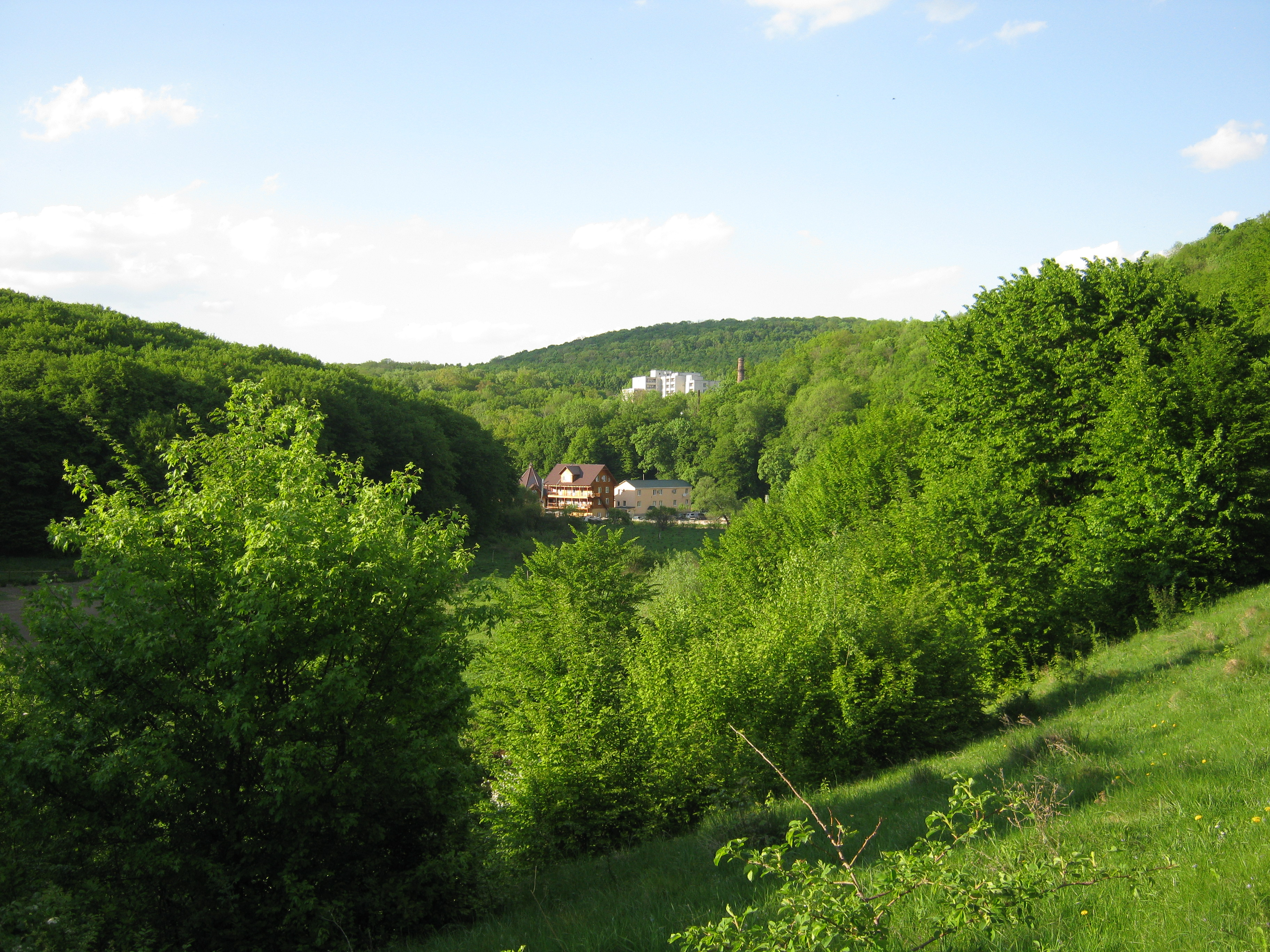
Сатанівський каньйон
Дністрове намисто
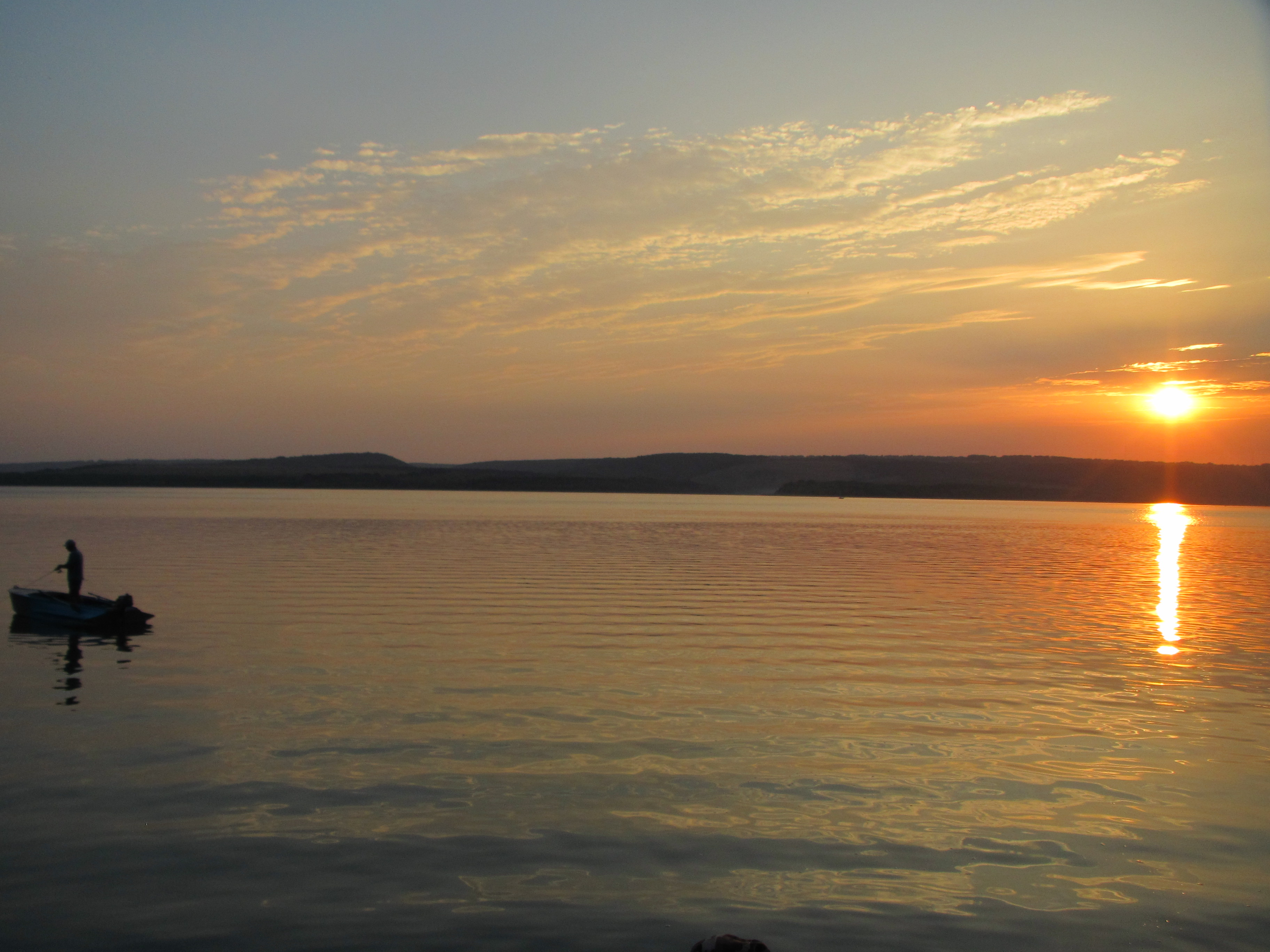
Захід сонця на Дністрі в Бакоті
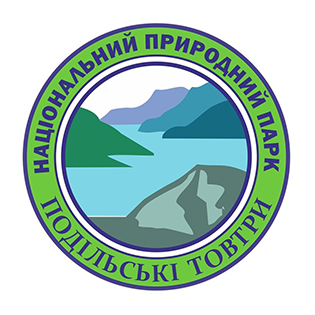

### Скам'янілості

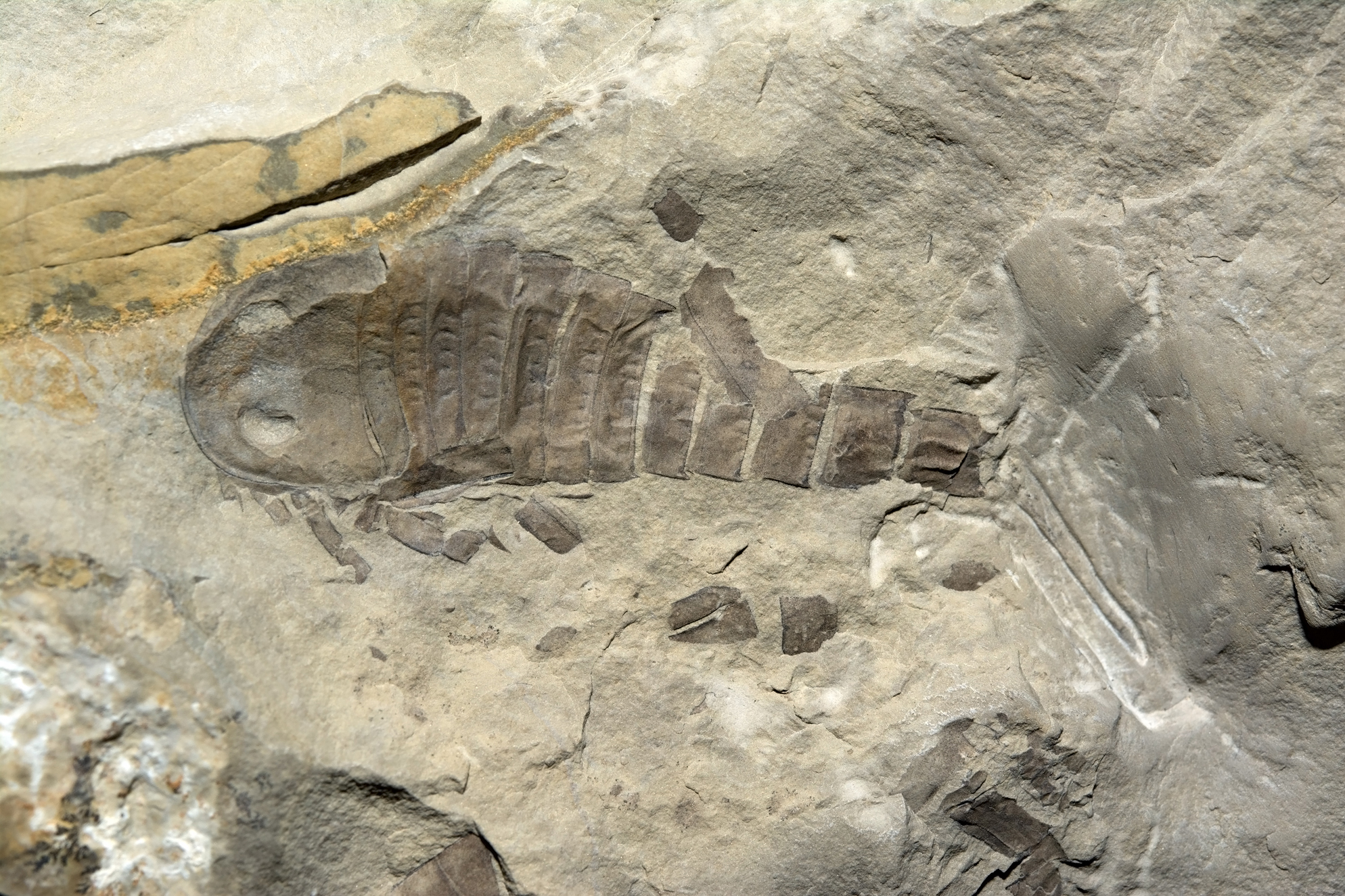
Евриптериди
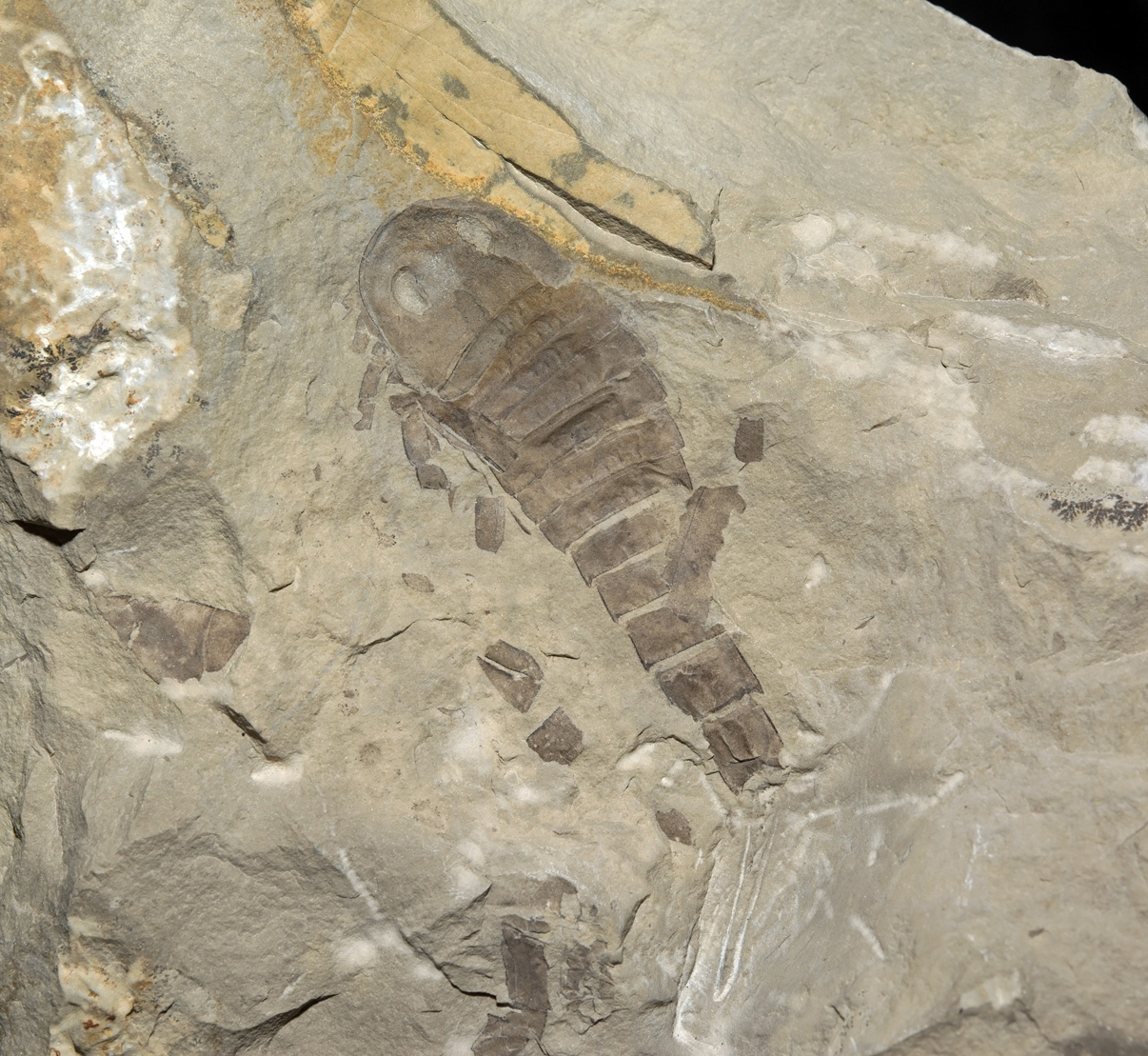
Евриптериди
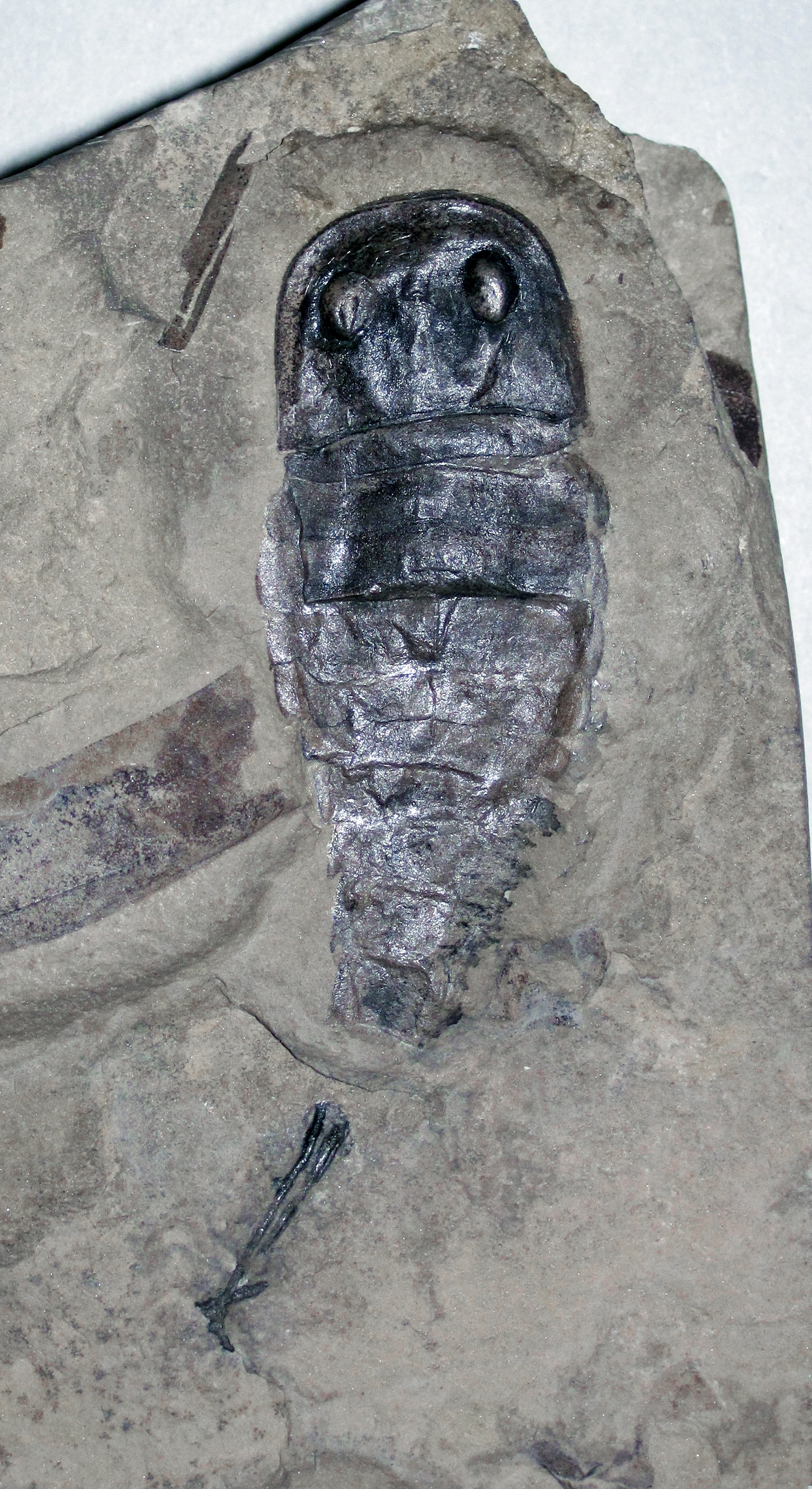
Викопний морський скорпіон із силуру Поділля